# Stuart Bithell
Stuart Bithell MBE (* 28. August 1986 in Rochdale) ist ein britischer Segler.

## Erfolge
Stuart Bithell nahm mit Luke Patience in der 470er Jolle an den Olympischen Spielen 2012 in London teil, wo die beiden die Silbermedaille gewannen, nachdem sie die Regatta mit 30 Punkten hinter dem australischen und vor dem argentinischen Boot beendet hatten. 2009 in Kopenhagen und 2011 in Perth gewann er, jeweils mit Luke Patience in der 470er Jolle, die Silbermedaille bei den Weltmeisterschaften. 2013 beendeten sie ihre Partnerschaft und Bithell wechselte in die Bootsklasse 49er. Dreimal wurde er in ihr Europameister und gewann auch 2017 in Porto den Titel bei den Weltmeisterschaften. 2019 folgte der Gewinn der Bronzemedaille in Auckland. Bei den 2021 ausgetragenen Olympischen Spielen 2020 in Tokio gewann Bithell mit Dylan Fletcher in der 49er-Klasse die Goldmedaille und wurde Olympiasieger.